# Мордовский республиканский музей изобразительных искусств имени С. Д. Эрьзи
Мордо́вский республика́нский музе́й изобрази́тельных иску́сств и́мени С. Д. Э́рьзи — музей в городе Саранске, научно-исследовательское, научно-просветительское учреждение Поволжья.

## Общие сведения
Мордовский республиканский музей изобразительных искусств является обладателем самого крупного в мире собрания произведений выдающегося скульптора XX века Степана Дмитриевича Эрьзи (более 200 работ).
В музее собраны также коллекции работ народного художника Мордовии, заслуженного деятеля искусств РСФСР Ф. В. Сычкова и академика портретной живописи И. К. Макарова. Оба они, как и С. Д. Эрьзя, — уроженцы Мордовии.
В музее представлены и приумножаются коллекции произведений всех основных видов искусства: живописи, графики, скульптуры. Экспонируются также коллекции произведений русского искусства XVIII—XIX столетий, современного отечественного, народного и декоративно-прикладного искусства мордвы.
В 2002 году музей изобразительных искусств имени С. Д. Эрьзи был отнесён Правительством РМ к числу особо ценных объектов культурного наследия мордовского народа.

## История музея
10 января 1960 года в Саранске открылась Мордовская республиканская картинная галерея имени Ф. В. Сычкова, располагавшаяся в здании на ул. Советской, где сейчас размещён выставочный центр музея. В 1978 году картинная галерея была реорганизована в музей изобразительных искусств. Имя С. Д. Эрьзи было присвоено музею в 1995 году.

## Основное здание музея
Здание музея (ул. Коммунистическая, 61) состояло из двух корпусов . Западный, более старый корпус (архитектор В. И. Сологуб, инженеры В. И. Борисов, Е. А. Сухов) был построен в 1976 году, к 100-летнему юбилею Эрьзи. В 1985 году рядом был построен ещё один корпус, связанный с первым корпусом переходом на уровне 2-го этажа. Осенью 2001 года, в канун 125-летия со дня рождения Эрьзи, была проведена реконструкция корпусов музея, значительно улучшившая их внешний облик. В 2012 году в музее была  проведена большая реконструкция фасада и внутреннего интерьера а корпуса соединили в одно здание.

## Выставочный зал
Выставочный зал музея (ул. Советская, 29) построен в середине 1950-х годов по проекту архитектора С. О. Левкова. Расположен рядом со зданием Мордовского национального драматического театра и соединён с ним одноэтажной вставкой.

## Филиалы музея
- Музей мордовской народной культуры
- Дом-музей С. Д. Эрьзи в селе Баево Ардатовского района
- Дом-музей Ф. В. Сычкова в селе Кочелаево Ковылкинского района